# François-Félix Verdié
François-Félix Verdié, né le 27 mars 1810 à Teilhet (Ariège) et mort le 16 mai 1878 à Dembrowa (Pologne russe), est un métallurgiste et chef d'entreprise du département de la Loire au XIXe siècle, qui a joué un rôle important dans le processus de l’industrialisation de la production d’acier entre 1855 et 1870, avec d'autres entreprises, comme Schneider, Commentry-Fourchambault, Châtillon-Commentry, et la Compagnie des Fonderies et Forges de Terrenoire.

## Biographie
François-Félix Verdié, originaire de l'Ariège, fils d'un ouvrier étireur et étireur lui-même, avait travaillé aux forges à la catalane de Manses, son village, sur la commune de Teilhet. En 1831, il arrive à Assailly, dans la vallée du Gier, puis travaille en 1854 avec son frère Xavier Verdié, qui dirigea avec M. Russery les forges de Lorette, ou "Forges et aciéries de la Marine", l'ex-usine Neyrand et Bergeron, créée en 1824, par Neyrand frères et Thiollière.
En 1854, François-Félix Verdié achète le martinet Philippon et crée sa société en commandite par actions avec l'objectif de souder une platine d'acier fondu sur les rails de fer afin d'augmenter leur longévité dans le secteur du chemin de fer, ce qui encourage les compagnies à l'investissement. Il est à partir de cette date un des acteurs des transformations de la sidérurgie entre 1855 et 1880, avec les innovations des ingénieurs-innovateurs Henry Bessemer, Carl Wilhelm Siemens et Pierre-Émile Martin, qui a complété et affiné les découvertes de Bessemer, en développant le four à réverbère.
Entre 1863 et 1865, Pierre-Émile Martin multiplie les expériences à l'origine du brevet déposé le 28 juillet 1865, qui s'appuie sur les régénérateurs Siemens pour produire de l’acier à partir de l’affinage de la fonte, ou par recarburation du fer, ce qui nécessite des fontes exemptes de phosphore et de soufre, devenues plus disponibles et mois rares grâce à l’ouverture de la mine de Mokta-el-Hadid, en Algérie, dont la production débute réellement en 1865, sous la direction de Paulin Talabot.
En 1865, dix ans après s'être mis à son compte, Verdié engage une collaboration avec les frères Martin et industrialise la production d'acier sur sole dont il contrôle les brevets. En 1865 aussi, son partenaire Eugène Schneider a trouvé un accord avec Paulin Talabot, président de la Compagnie de Mokta. L’arrivée massive en France des minerais algériens permet à l'usine Verdié de Firminy d'élaborer des rails en acier avec des fontes réalisées à partir de lits de fusion exclusivement composés par le minerai algérien, en vue de l’installation, au Creusot, de fours destinés à mettre en œuvre le procédé Martin.
La société François-Félix Verdié est transformée en 1867 en Société anonyme des aciéries et forges de Firminy. L’entreprise adopte le procédé Martin en 1869, qui permet de perfectionner la production d'acier très durs. Malgré la production de canons de 155 mm pour l'armée, son usine de Firminy est surtout une aciérie, à l'origine de la métallurgie spéciale moderne, et sa prospérité est due à la vente de licences. Outre le charbon livré par la compagnie houillère de Roche-la-Molière, sa société devient un important client de la Compagnie de Montrambert-La Béraudière qui lui fournit les meilleures houilles à gaz de France, nécessaires à la bonne alimentation des fours Siemens-Martin. 

Évolution de la production de fonte (production totale et production au charbon de bois) dans trois pays d'Europe (Allemagne, France et Grande-Bretagne)

Les procédés Bessemer et Martin n'entrent alors pas en situation de concurrence, car le travail au réverbère (procédé Martin) ne supplante pas le Bessemer: ce dernier, en raison de la rapidité de sa marche et du prix élevé des installations, ne peut convenir qu’aux grandes usines, tandis que le réverbère devient l’outil des ateliers plus modestes, grâce à un coût plus intéressant. Entre 1865 et 1868, la production d’acier Bessemer progresse en pourcentage de manière soutenue. Elle ne représente encore que des tonnages assez faibles mais la concurrence Verdié-Martin vient bouleverser les stratégies de transformation des années précédentes : les industriels du Centre de la France la perçoivent selon trois approches bien différentes. Certains comme Commentry-Fourchambault, très engagés dans le procédé Bessemer, craignent une concurrence nouvelle, dotée d’équipements bien meilleur marché. D'autres, comme la Compagnie des Fonderies et Forges de Terrenoire, voient l'intérêt d’associer dans une même entreprise les deux procédés, mais ceux qui avaient repoussé l’utilisation du procédé Bessemer voyaient dans le four Martin un moyen d'attendre que tombent dans le domaine public les brevets Bessemer. Les Allemands, en retard dans la production de fonte, font de même avec les brevets Martin, d'autant que leur inventeur n’a pas été avare de conseils et transparence, ouvrant les portes de ses ateliers à des ingénieurs de toutes provenances.
En 1867, Verdié recrute son successeur, qui est Léon Douveleur. Beaucoup plus tard, en 1954, les Aciéries et forges de Firminy s'associeront avec la Compagnie des forges et aciéries de la marine et d'Homécourt, les Dorian-Holtzer Jackson & Cie, Établissements Jacob Holtzer, l'Usine de la Loire, il en découle une nouvelle dénomination : « Compagnie des ateliers et forges de la Loire » (CAFL).